# Bulbothrix ventricosa
Bulbothrix ventricosa är en lavart som först beskrevs av Hale & Kurok., och fick sitt nu gällande namn av Hale. Bulbothrix ventricosa ingår i släktet Bulbothrix och familjen Parmeliaceae.   Inga underarter finns listade i Catalogue of Life.